# Негребецький Іван
Іван Негребецький (22 серпня 1853, Перемишль — 1927, Ясениця Сільна, Дрогобицький район, Львівська область) — український громадський діяч, популяризатор науки, греко-католицький священник. Видавець і редактор газети «Господар» та газети для католицького духовенства Прапор, що виходили у Перемишлі. Автор популярних книг на господарчі теми у видавництві товариства «Просвіта» та статей у пресі.

## Життєпис
Іван Негребецький народився 22 серпня 1853 року в Перемишлі у міщанській родині, у 1873 році закінчив Перемишльську гімназію. У 1877 році — Віденський університет, де вивчав богослов'я. З 14 квітня 1878 — священник в Перемишлі.

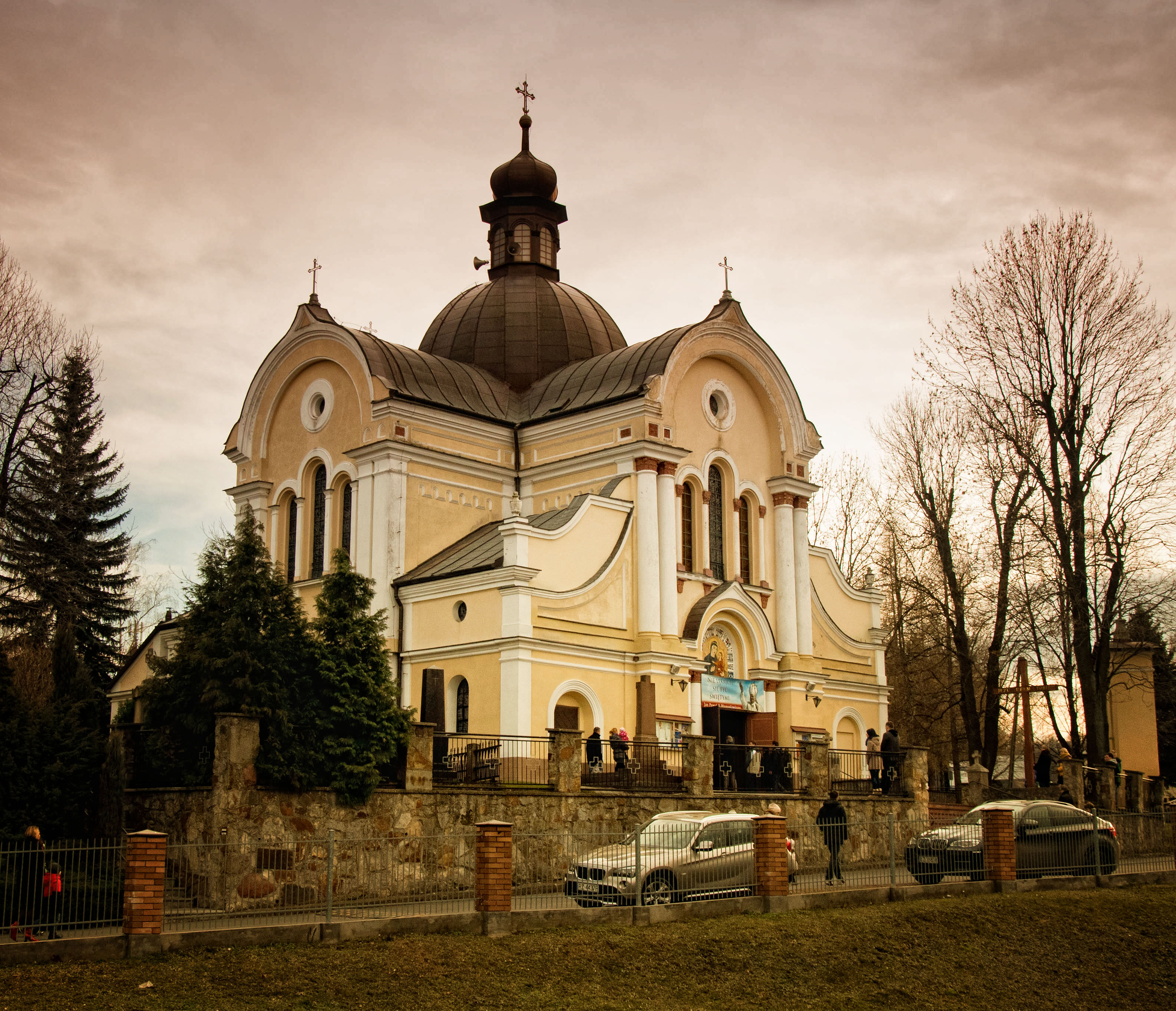
Церква Успіння Пресвятої Богородиці у селі Залісся, побудована зусиллями І.Негребецького 1889 р

Отець Іван Негребецький у 1881–1906 роках був парохом у церкві Успіння Пресвятої Богородиці у селі Залісся, неподалік Ряшева. У 1889 році його зусиллями на місці старої дерев'яної церкви був побудований новий мурований собор.
«Що ся парохія на заході удержалась се головна і непомірна заслуга покійного о. Івана Негребецького. Його старенький попередник о. Ганасевич утримав її серед чужого заливу, та о. Іван Негребецький, його наслідник, оживив її наново і закріпив. Першою його задачею було: привязати парохіян до своєї церкви і обряду і побудувати нову, гарну, муровану церкву. За окремим дозволом єпископа Івана Ступницького видав для своїх парохіян латинськими черенками молитовник з цілою службою Божою, вечірнею і другими церковними обрядами — побіч польський переклад з відповідними потрібними поясненнями. Се зблизило і привязало парохіян до своєї церкви, бо зрозуміли богослуження і пізнали його красу.»
Він заснував при церкві мішаний хор, який давав концерти українських народних пісень у Ряшеві.
У 1898 році отець І. Негребецький почав видавати в Перемишлі щомісячну газету «Господар», що виходила до 1913 року, а з 1902 року містила додаток під назвою «Економіст». Протягом чотирьох років (1897—1900) видавав у Перемишлі газету для українського католицького духовенства Прапор, в якій чітко і відкрито вказував на завдання і обов'язки духовенства в церковних і національно-політичних сферах.

## Твори
- Іван Негребецький. Про потребу независимої часописи для интересів рускої церкви і єї клира. // Дѣло 26.02.1890 [Архівовано 17 червня 2019 у Wayback Machine.]
- Іван Негребецький. Товариство взаїмних убезпечень"Днїстер". // Дѣло, 25.06.1892 [Архівовано 16 червня 2019 у Wayback Machine.]
- Іван Негребецький. Руска політика опортунізму перед лицем христіяньскої морали. // Дѣло 16.05.1894 [Архівовано 16 червня 2019 у Wayback Machine.]